# Alessio Viola
Alessio Pasquale Viola (Oppido Mamertina, 26 dicembre 1990) è un calciatore italiano, attaccante del Taurianova Academy.

## Biografia
È fratello minore di Nicolas, anch'egli calciatore professionista cresciuto nel settore giovanile della Reggina, di ruolo centrocampista.

## Carriera

### Club
Cresciuto nella Reggina dove nella formazione primavera colleziona 38 presenze condite da 23 reti. Con la squadra amaranto esordisce in Serie A il 31 maggio 2009 nella partita contro il Siena. L'anno seguente gioca 8 partite in Serie B, senza mai segnare, e nel mese di gennaio 2010 passa in prestito al Monza, in Lega Pro Prima Divisione; con la squadra brianzola segna 4 gol in 12 partite, per poi tornare per fine prestito alla Reggina. Nell'estate del 2010 passa in prestito al Benevento, sempre in Lega Pro, ma nel mese di gennaio fa nuovamente ritorno alla Reggina, segnando 4 gol in 15 partite. Nella stagione 2011-2012 gioca invece 19 partite segnando altri 4 gol, venendo riconfermato anche per la stagione 2012-2013.
Il 25 gennaio 2013 viene ufficializzato il suo trasferimento in prestito dalla società calabrese al Carpi. Chiude la stagione con 10 partite e 2 goal segnati. Con il Carpi conquista la promozione in Serie B.
Il 31 gennaio 2014 passa a titolo temporaneo al Frosinone, dove fa il suo esordio il 30 marzo nella gara pareggiata contro la Salernitana segnando anche un gol al 94'.
Nella stagione 2014-2015 torna alla Reggina, con cui segna 8 gol in 33 presenze in Lega Pro.
Il 23 luglio 2015 viene acquistato dal Foggia; contribuisce con 5 gol al passaggio dei primi turni della Coppa Italia di Lega Pro, poi vinta proprio dal Foggia.
Nel mese di gennaio 2016 viene sottoposto ad un intervento al ginocchio in artroscopia, a seguito del quale non farà rientro in squadra né nella stagione regolare né nei playoff.
Il 31 agosto 2016 si trasferisce al Taranto. Debutta in maglia rossoblù il 4 settembre, nella trasferta di Cosenza, vinta dagli ionici per 1-0. Il 14 settembre realizza, su calcio di rigore, il primo gol con la maglia del Taranto nella gara esterna contro la Casertana, ripetendosi la domenica successiva (sempre su rigore) nel derby contro la Fidelis Andria, vinto dai tarantini con il punteggio di 2-0.
Dopo una sola stagione in forza alla Virtus Francavilla, il 4 agosto 2018 viene annunciato il ritorno alla Reggina.
Il 26 dicembre 2018 nella gara Matera - Reggina terminata 0-6 per gli amaranto, sigla una tripletta. Il 19 aprile 2019 risolve, per un grave infortunio ritenuto guaribile dopo qualche anno, il suo contratto che lo legava alla società amaranto fino al 30 giugno 2020. Il 30 settembre 2020 firma un contratto con la Cittanovese, club di Serie D dove metterà a referto 11 reti. Nel campionato successivo rimane sempre in serie d e sempre nella sua provincia Reggio Calabria, stavolta si sposta di 59 km e firma con il San Luca. Nel luglio 2022 fa ritorno nella squadra della sua città il ASD Taurianova Accademy disputando il campionato di Prima Categoria.

### Nazionale
Ha giocato 2 partite con l'Under-16 e 5 partite con l'Under-17, con la cui maglia ha anche segnato un gol.

## Statistiche

### Presenze e reti nei club
Statistiche aggiornate giugno 2024.
| Stagione            | Squadra            | Campionato      | Campionato | Campionato | Coppe nazionali              | Coppe nazionali | Coppe nazionali | Coppe continentali | Coppe continentali | Coppe continentali | Altre coppe | Altre coppe | Altre coppe | Totale | Totale |
| Stagione            | Squadra            | Comp            | Pres       | Reti       | Comp                         | Pres            | Reti            | Comp               | Pres               | Reti               | Comp        | Pres        | Reti        | Pres   | Reti   |
| ------------------- | ------------------ | --------------- | ---------- | ---------- | ---------------------------- | --------------- | --------------- | ------------------ | ------------------ | ------------------ | ----------- | ----------- | ----------- | ------ | ------ |
| 2008-2009           | Reggina            | A               | 1          | 0          | CI                           | -               | -               | -                  | -                  | -                  | -           | -           | -           | 1      | 0      |
| 2009-feb. 2010      | Reggina            | B               | 8          | 0          | CI                           | 1               | 0               | -                  | -                  | -                  | -           | -           | -           | 9      | 0      |
| feb.-giu. 2010      | Monza              | 1D              | 12         | 4          | CI-LP                        | -               | -               | -                  | -                  | -                  | -           | -           | -           | 12     | 4      |
| ago. 2010           | Reggina            | B               | 2          | 0          | CI                           | 1               | 0               | -                  | -                  | -                  | -           | -           | -           | 3      | 0      |
| ago. 2010-gen. 2011 | Benevento          | 1D              | 3          | 0          | CI+CI-LP                     | 0+1             | 0               | -                  | -                  | -                  | -           | -           | -           | 4      | 0      |
| gen.-giu. 2011      | Reggina            | B               | 13+1       | 4          | CI                           | -               | -               | -                  | -                  | -                  | -           | -           | -           | 14     | 4      |
| 2011-2012           | Reggina            | B               | 18         | 4          | CI                           | 1               | 0               | -                  | -                  | -                  | -           | -           | -           | 19     | 4      |
| 2012-gen. 2013      | Reggina            | B               | 6          | 2          | CI                           | 2               | 2               | -                  | -                  | -                  | -           | -           | -           | 8      | 4      |
| gen.-giu. 2013      | Carpi              | 1D              | 10         | 2          | CI                           | -               | -               | -                  | -                  | -                  | -           | -           | -           | 10     | 2      |
| 2013-2014           | AlbinoLeffe        | 1D              | 12         | 2          | CI-LP                        | 1               | 1               | -                  | -                  | -                  | -           | -           | -           | 13     | 3      |
| gen.-giu. 2014      | Frosinone          | 1D              | 4+1        | 1+1        | CI-LP                        | 0               | 0               | -                  | -                  | -                  | -           | -           | -           | 5      | 2      |
| 2014-2015           | Reggina            | LP              | 33+2       | 8          | CI+CI-LP                     | 1+1             | 0               | -                  | -                  | -                  | -           | -           | -           | 36     | 8      |
| 2015-2016           | Foggia             | LP              | 12         | 0          | CI+CLP                       | 1+2             | 0+5             | -                  | -                  | -                  | -           | -           | -           | 15     | 5      |
| lug.-ago. 2016      | Foggia             | LP              | -          | -          | CI+CLP                       | 2+0             | 2+0             | -                  | -                  | -                  | -           | -           | -           | 2      | 2      |
| Totale Foggia       | Totale Foggia      | Totale Foggia   | 12         | 0          |                              | 5               | 7               |                    | -                  | -                  |             | -           | -           | 17     | 7      |
| ago. 2016-2017      | Taranto            | LP              | 32         | 8          | CI-LP                        | 2               | 0               | -                  | -                  | -                  | -           | -           | -           | 34     | 8      |
| 2017-2018           | Virtus Francavilla | C               | 15         | 2          | CI+CI-C                      | 1+0             | 1+0             | -                  | -                  | -                  | -           | -           | -           | 16     | 3      |
| 2018-2019           | Reggina            | C               | 13         | 4          | CI+CI-C                      | -               | -               | -                  | -                  | -                  | -           | -           | -           | 13     | 4      |
| Totale Reggina      | Totale Reggina     | Totale Reggina  | 94+3       | 22         | -                            | 7               | 2               |                    | -                  | -                  |             | -           | -           | 104    | 24     |
| 2020-2021           | Cittanovese        | D               | 26         | 11         | -                            | -               | -               | -                  | -                  | -                  | -           | -           | -           | 26     | 11     |
| 2021-2022           | San Luca           | D               | 3          | 0          | CI-D                         | -               | -               | -                  | -                  | -                  | -           | -           | -           | 3      | 0      |
| 2022-2023           | Academy Taurianova | Prima Categoria | 23         | 33         | CI Prima Categoria 2022-2023 | -               | -               | -                  | -                  | -                  | -           | -           | -           | 23     | 33     |
| 2023-2024           | Academy Taurianova | Prima Categoria | 31         | 32         | CI Prima Categoria 2022-2023 | -               | -               | -                  | -                  | -                  | -           | -           | -           | 31     | 32     |
| Totale carriera     | Totale carriera    | Totale carriera | 197+2      | 42+1       |                              | 17              | 11              |                    | -                  | -                  |             | -           | -           | 216    | 54     |

## Palmarès

### Club

#### Competizioni nazionali
- Coppa Italia Lega Pro: 1

Foggia: 2015-2016